# Drosophila nigrovesca
Drosophila nigrovesca är en tvåvingeart som beskrevs av Lin och Ting 1971. Drosophila nigrovesca ingår i släktet Drosophila och familjen daggflugor.
Artens utbredningsområde är Taiwan.